# Főváros kormányzóság (Kuvait)

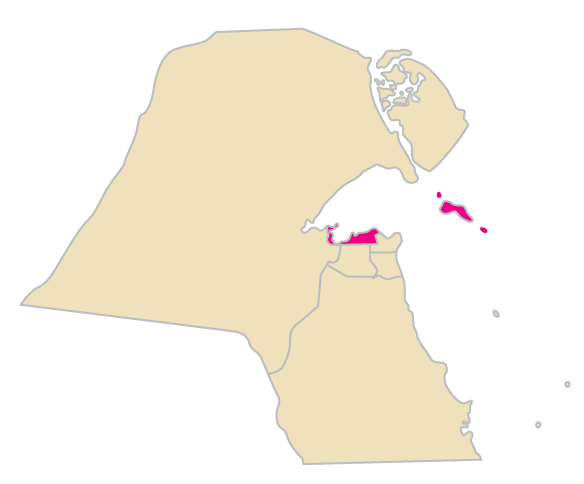
Főváros kormányzóság elhelyezkedése Kuvaiton belül

Főváros kormányzóság (arabul محافظة العاصمة [Muḥāfaẓat al-ʿĀṣima]) Kuvait hat kormányzóságának egyike az ország középső részén. Északon a Kuvaiti-öböl, keleten a Havalli, délen Farvánijja, nyugaton pedig Dzsahrá kormányzóság határolja. Területe 175 km², népessége a 2008-as adatok szerint 502 099 fő. Itt található az ország fővárosa, Kuvaitváros. A tartományhoz négy sziget tartozik: a Perzsa-öbölben lévő Fajlaka, Miszkán és Auha, illetve a Kuvaiti-öböl apró szigete, Umm an-Namíl. (Egy ötödik szigetet, Suvajhot már földhíd köti össze a szárazfölddel.) Kormányzója Ali Dzsábir al-Ahmad asz-Szabáh.
1990-ben a szomszédos Irak megszállta Kuvaitot. Az északi területeket a bászrai kormányzósághoz csatolták, a többi kormányzóságot átszervezték újabb iraki tartománnyá kuvaiti kormányzóság néven. Az iraki uralom 1991. februárjáig tartott: az öbölháborúban nyugati, arab és egyéb koalíciós csapatok kiűzték Szaddám Huszein csapatait a térségből és helyreállították Kuvait önállóságát.

## Fordítás
Ez a szócikk részben vagy egészben  a(z)   محافظات الكويت című arab Wikipédia-szócikk ezen változatának fordításán alapul.  Az eredeti cikk szerkesztőit annak laptörténete sorolja fel. Ez a jelzés csupán a megfogalmazás eredetét és a szerzői jogokat jelzi, nem szolgál a cikkben szereplő információk forrásmegjelöléseként.